# Ruth Reichl
Ruth Reichl (Manhattan, Nueva York, 16 de enero de 1948), es una cocinera, gastrónoma y escritora estadounidense, coproductora del programa Gourmet's Diary of a Foodie de la PBS, editora gastronómica de la editorial Modern Library, presentadora del programa de televisión de la cadena PBS Gourmet's Adventures With Ruth y la última editora jefa de la revista Gourmet. Ha escrito autobiografías aclamadas por la crítica como Lo más tierno, memorias de una gourmet, Comfort Me with Apples: More Adventures at the Table, Garlic and Sapphires: The Secret Life of a Critic in Disguise y Not Becoming My Mother. En 2009 publicó Gourmet Today, un recetario que contiene más de 1000 recetas de cocina y en 2014 se adentró en el género de la novela con Delicious!. My Kitchen Year: 136 Recipes That Saved My Life, de 2015, que es una recopilación de las recetas que cocinó durante el año que siguió al cierre de la revista Gourmet.

## Biografía
Nació en Manhattan el 16 de enero de 1948, hija de Ernst, tipógrafo, y Miriam Reichl (de soltera, Brudno). Su abuelo materno fue refugiado de origen judío alemán y su abuela materna pertenecía a la comunidad judío estadounidense. Reichl se crio en Greenwich Village y, tras pasar parte de su adolescencia en un internado de Montreal, se graduó en Historia del Arte por la Universidad de Míchigan. Allí fue donde conoció a su primer marido, el artista Douglas Hollis. 
Reichl y Hollis se mudaron a Berkeley, California, donde su interés por la gastronomía le llevó a unirse al reconocido restaurante Swallow como socia y chef desde 1974 hasta 1977, y a ser así parte fundamental de la revolución culinaria que en aquel momento se estaba dando en la región. Reichl inició su carrera en la escritura gastronómica en 1972 con el recetario Mmmmm: A Feastiary. Tras su paso como redactora y editora de la revista New West, fue editora y crítica gastronómica en Los Angeles Times. Volvió a su Nueva York natal en 1993 para ocupar el puesto de crítica gastronómica del The New York Times. Renunció para ejercer la jefatura de edición de la revista Gourmet en 1999.  
Es conocida por su habilidad para «levantar o tumbar» un restaurante por su atención feroz a los detalles y a su espíritu aventurero. Para Reichl, su misión ha sido la de «desmitificar el mundo de la alta cocina» (CBS News Online). Se ha ganado la admiración tanto de lectores como de escritores y colegas de profesión por su honestidad acerca de las sombras de la alta gastronomía. Con una perspectiva externa, ha criticado abiertamente el sexismo predominante en el sector de la restauración, así como la naturaleza pretenciosa de los restaurantes de lujo y de sus chefs en Nueva York. 
A pesar de su éxito y de cómo tuvo que disfrazarse para revisar los restaurantes de incógnito, siempre ha estado abierta a contar por qué dejó su trabajo como crítica gastronómica: «Quería ir a casa y cocinar para mi familia», declaró. «No creo que haya nada mejor que podamos hacer por nuestros hijos que tener una cena familiar»" Está casada con Michael Singer, productor de noticias para la televisión, y tuvieron un hijo, Nick. 
Ha sido galardonada en seis ocasiones con el premio James Beard Awards en la categoría de artículos para revistas y en periodismo gastronómico multimedia en 2009; dos en el de crítica gastronómica, en 1996 y 1998; uno en la categoría de periodismo en 1994 y otro en la categoría Who's Who of Food and Beverage in America en 1984. Ha sido reconocida en varias ocasiones con el YWCA's Elizabeth Cutter Morrow Award, que celebra los logros de las mujeres en el terreno profesional. Presentó tres programas especiales de Eating Out Loud (Food Network) dedicados a la cocina de Nueva York en 2002, y de Miami y San Francisco en 2003. Suele ser colaboradora habitual del programa de radio de Leonard Lopate en la cadena WNYC de Nueva York. 
Desde 2011 hasta 2013 formó parte del jurado del programa de televisión Top Chef Masters durante las temporadas 3, 4 y 5.
En 2015, Reichl participó como autora destacada en el curso de escritura organizado por el Iceland Writers Retreat en Reykjavík, Islandia.

## Libros
- Mmmmm: A Feastiary, 1972
- Lo más tierno, memorias de una gourmet, 1998[1]
- Comfort Me with Apples: More Adventures at the Table, 2001
- Garlic and Sapphires: The Secret Life of a Critic in Disguise, 2005[5]
- The Gourmet Cookbook: More Than 1000 Recipes, 2006
- Not Becoming My Mother: and Other Things She Taught Me Along the Way, 2009
- Gourmet Today: More than 1000 All-New Recipes for the Contemporary Kitchen, 2009
- For You, Mom. Finally, 2010. En su primera edición titulado Not Becoming My Mother
- Delicious!, 2014{{
- My Kitchen Year: 136 Recipes That Saved My Life, 2015
- Save Me the Plums: My Gourmet Memoir, 2019